# Alessandro Nani

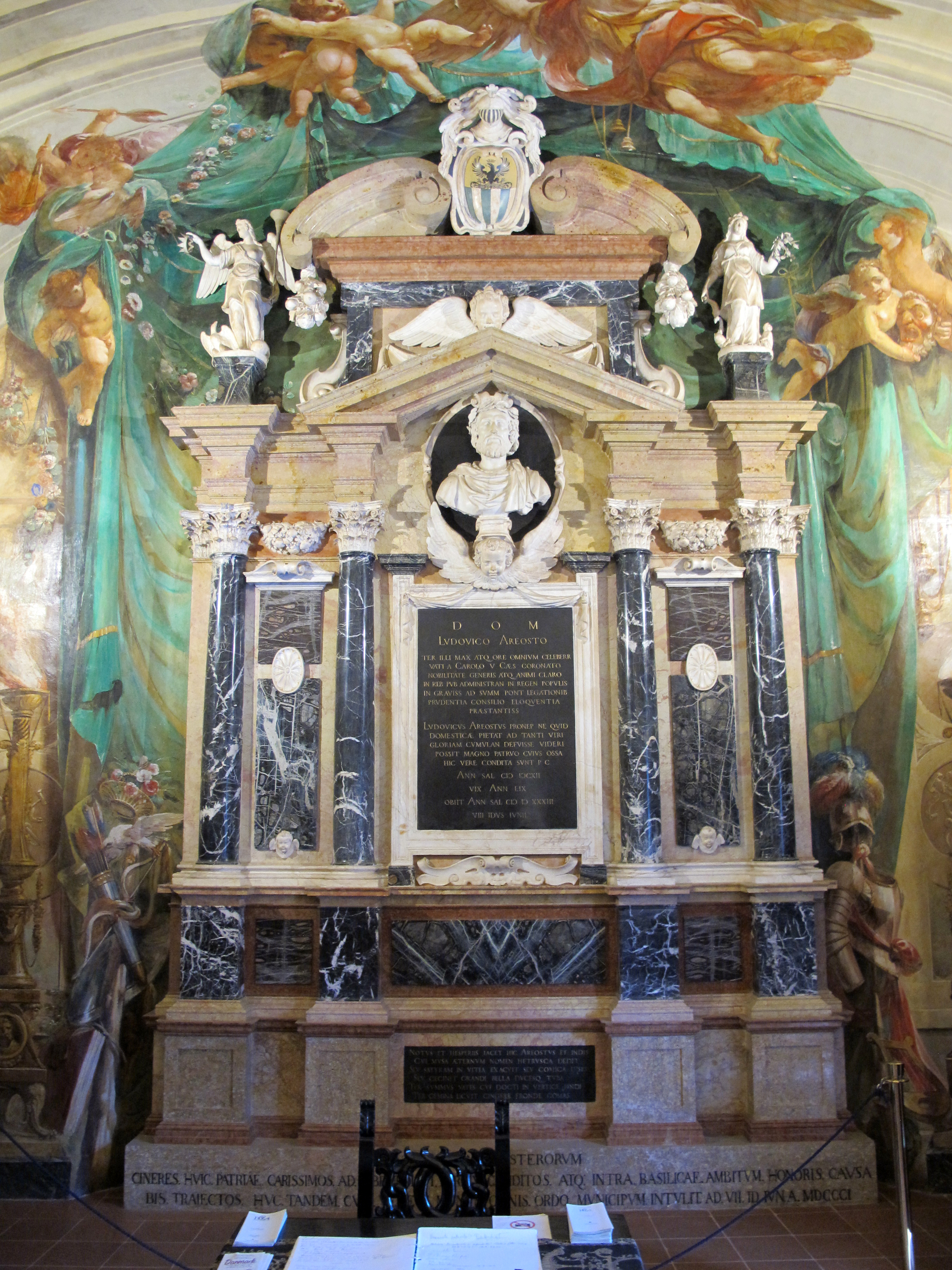
Ferrara, Palazzo Paradiso, monumento funebre di Ludovico Ariosto.

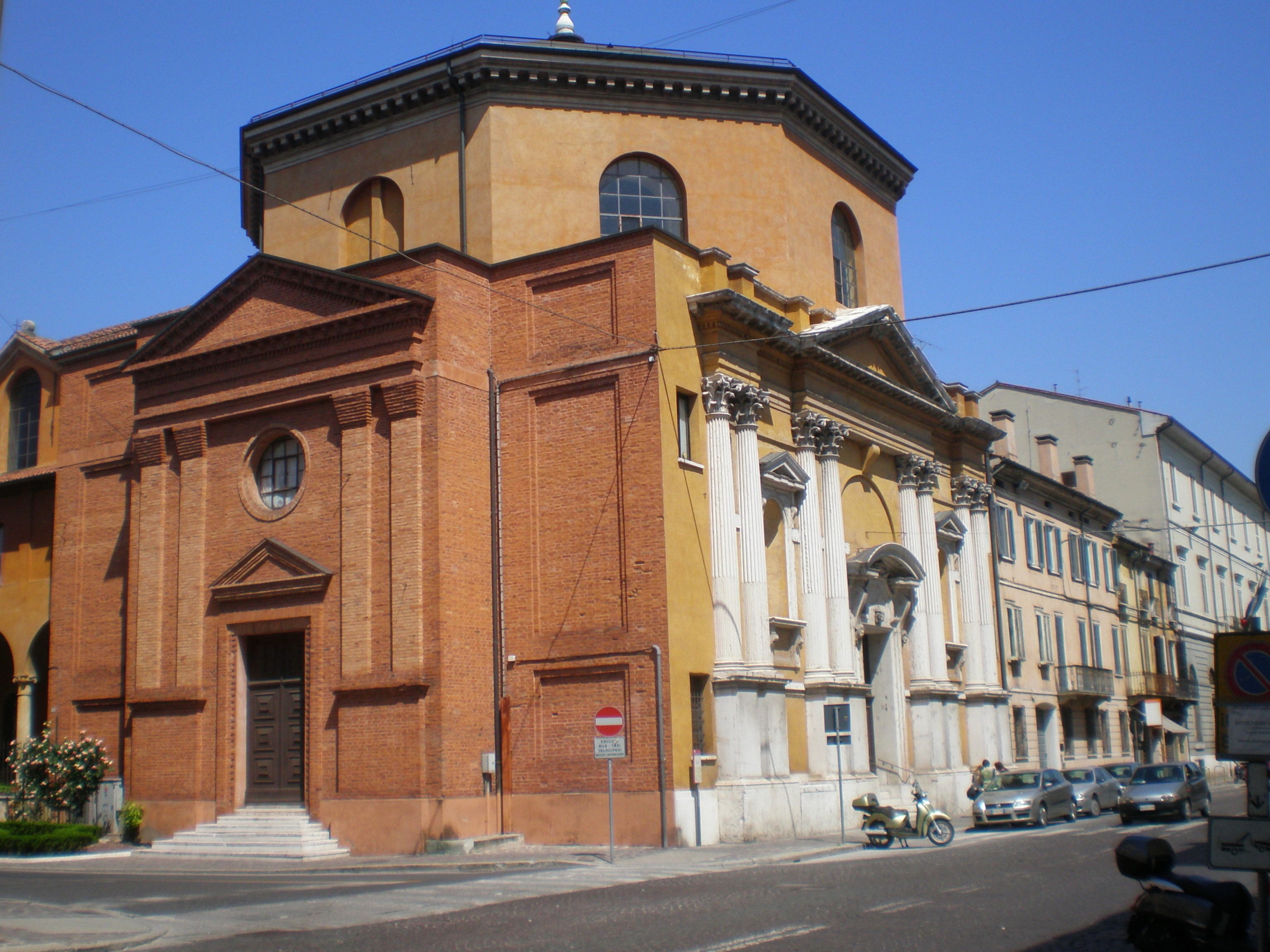
Mantova, Chiesa di Sant'Orsola

Alessandro Nani (Mantova, 1563 circa – Mantova, 1630 circa) è stato uno scultore italiano.

## Biografia
Figlio d'arte, il padre Bernardino era scultore, dalla fine del Cinquecento fu attivo presso la corte dei Gonzaga di Mantova come tagliapietre ducale e a Ferrara.
Morì probabilmente a Mantova e chiese di essere sepolto nella Chiesa di San Barnaba, che accolse anche le spoglie di Giulio Romano.

## Opere
- 1600 - Realizzazione della cripta nella Basilica di Sant'Andrea a Mantova, su commissione del duca Vincenzo I Gonzaga
- 1606 - Monumento funebre di Ferrante Gonzaga, nella Chiesa dei Santi Fabiano e Sebastiano a San Martino dall'Argine
- 1608-1613 - Scultura marmorea sulla facciata della Chiesa di Sant'Orsola a Mantova, edificata da Antonio Maria Viani
- 1610 - Monumento funebre di Ludovico Ariosto a Ferrara, su disegno dell'architetto Giovan Battista Aleotti[1][2]
- 1617 - Altare di Santa Felicita nella Chiesa di San Maurizio a Mantova, su progetto di Antonio Maria Viani
- 1622 - Monumento funebre del marchese Cesare Turchi nella Chiesa delle Sacre Stimmate a Ferrara